# 博文顿坦克博物馆
坦克博物馆（英语：The Tank Museum），曾称博文顿坦克博物馆（The Bovington Tank Museum）是英国一座位于多塞特郡博文顿营的装甲战斗车辆博物馆。其展品有来自26个国家的约300辆不同历史时期的车辆。坦克博物馆同时也是皇家坦克团和皇家装甲兵团的博物馆。

## 历史
1923年作家鲁德亚德·吉卜林造访了博文顿，他看到这里存放着一战结束后回收的废弃坦克，建议在此开设一家博物馆。一座存放坦克的车棚由此设立，但直到1947年才向公众开放。1982年，乔治·弗提（George Forty）担任了博物馆的馆长，扩展了展品规模，并加入了当代的展品。他于1993年获得大英帝国官佐勋章后退休。2010年1月，博物馆建立了YouTube账号用于介绍坦克。博物馆1982年以来的历史专家大卫·弗莱彻在2012年退休时获得了大英帝国员佐勋章，以表彰他对坦克战历史的贡献。

## 展厅
第一次世界大战厅
陈列博物馆中绝大多数的一战时期展品，介绍1916年至1918年最早一批坦克兵的故事。
- 展品：Mark I 坦克、Mark V 坦克（现存可以开动的一战坦克之一）等

战间期厅
陈列两次世界大战之间的车辆，介绍一战西线中骑兵的角色和坦克的崛起。
- 展品：维克斯A1E1独立号重型坦克、皮尔勒斯装甲车（英语：Peerless armoured car）等

第二次世界大战厅
陈列的展品数量最多，有来自二战中各交战国的坦克。
- 展品：虎II坦克、S-35坦克、彗星坦克、M4谢尔曼坦克、KV-1坦克、M13/40坦克等

阿富汗战斗群
陈列现代英军在阿富汗使用过的一些载具以及一个模拟的前进行动基地。
- 展品：酋长坦克、挑战者1坦克等

坦克工厂
陈列制造坦克所需的设计和技术。有一条模拟的百夫长坦克制造流水线，还有一些原型车和实验车。
- 展品：二战中美国提供给英国的第一辆M4谢尔曼坦克、可以看到内构的T-55坦克、S型坦克等

坦克故事厅
陈列历史上举足轻重的坦克，还有一系列多媒体展品，讲述了坦克自1915年发明以来直到现在和未来的故事。
- 展品：小威利（英语：Little Willie）（英国坦克的前身）、虎式131（现存唯一可以开动的虎I坦克）、T-34坦克、挑战者2坦克等

车辆修复中心
陈列馆藏中未曾向公众展示的车辆。
- 展品：御夫座坦克、T14突击坦克、69式坦克等

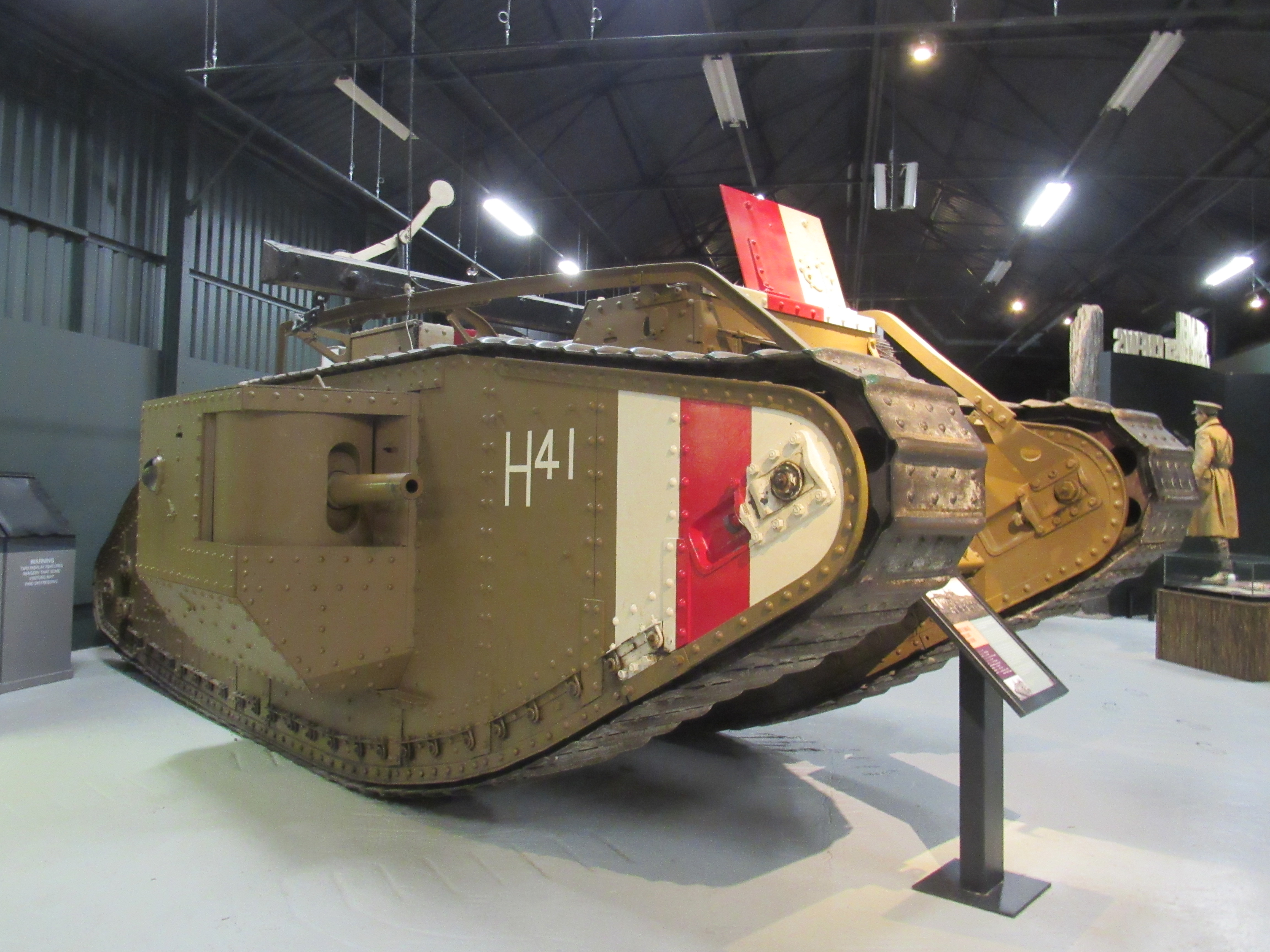
Mark V 坦克
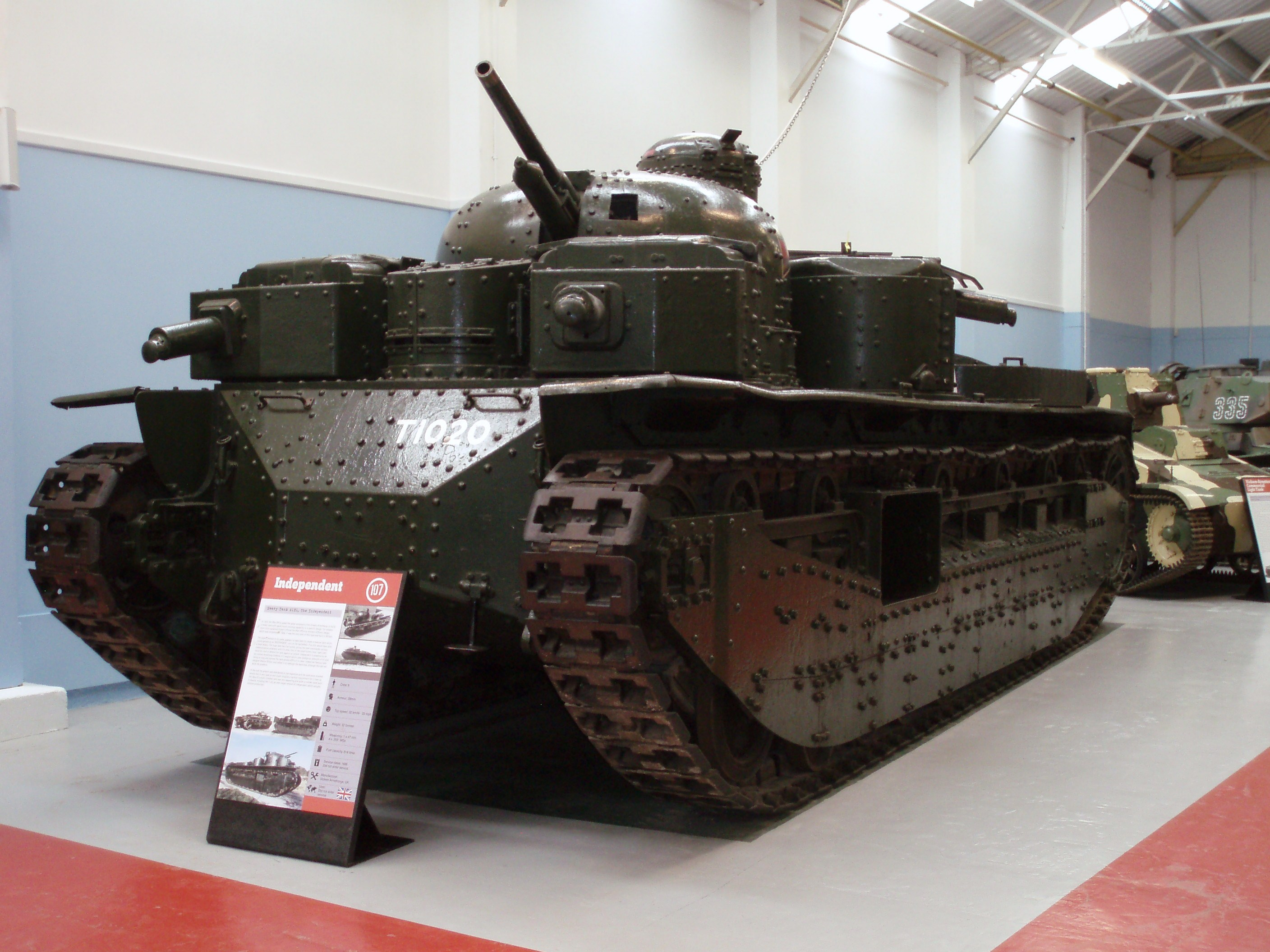
维克斯A1E1独立号重型坦克
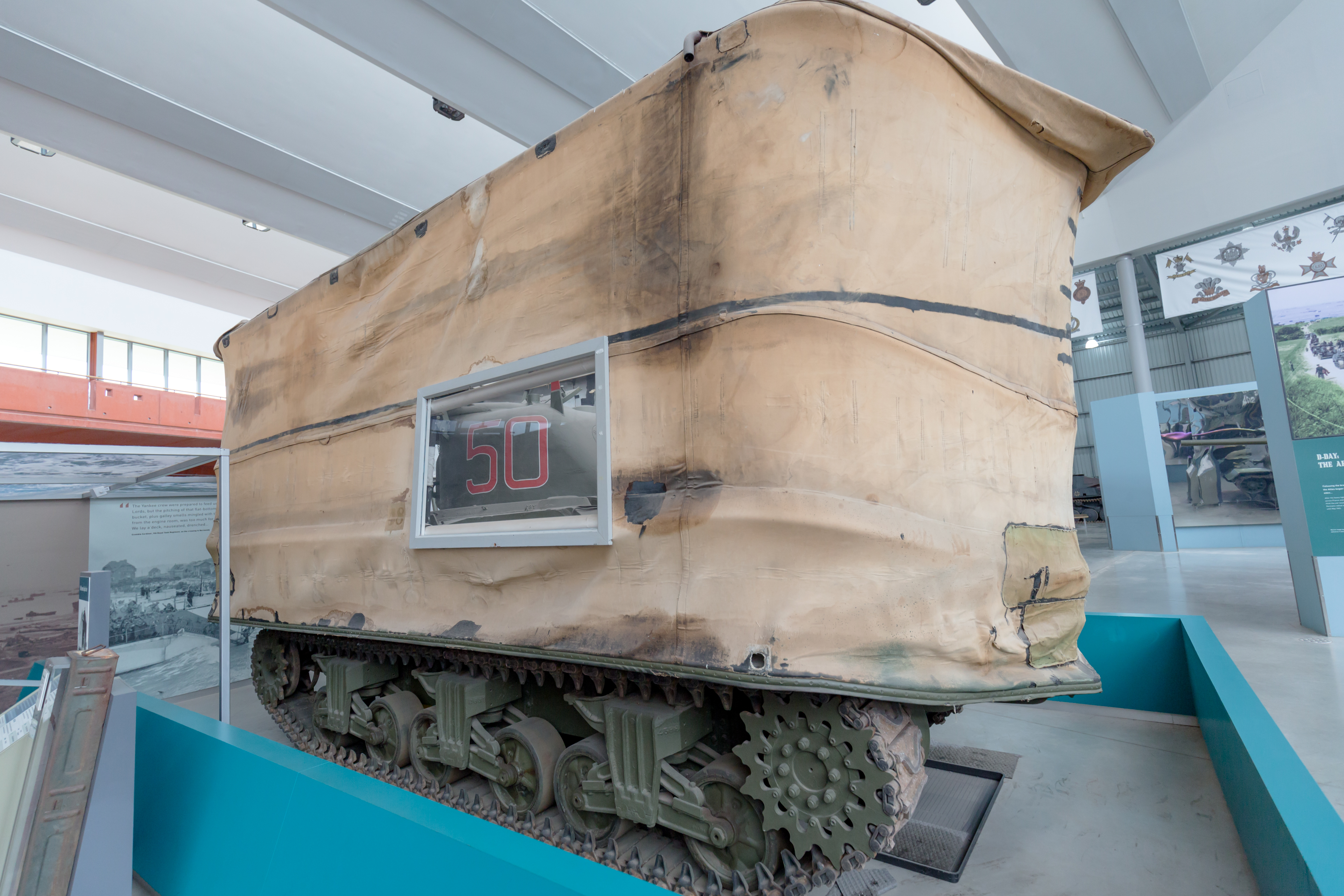
M4A2谢尔曼DD坦克
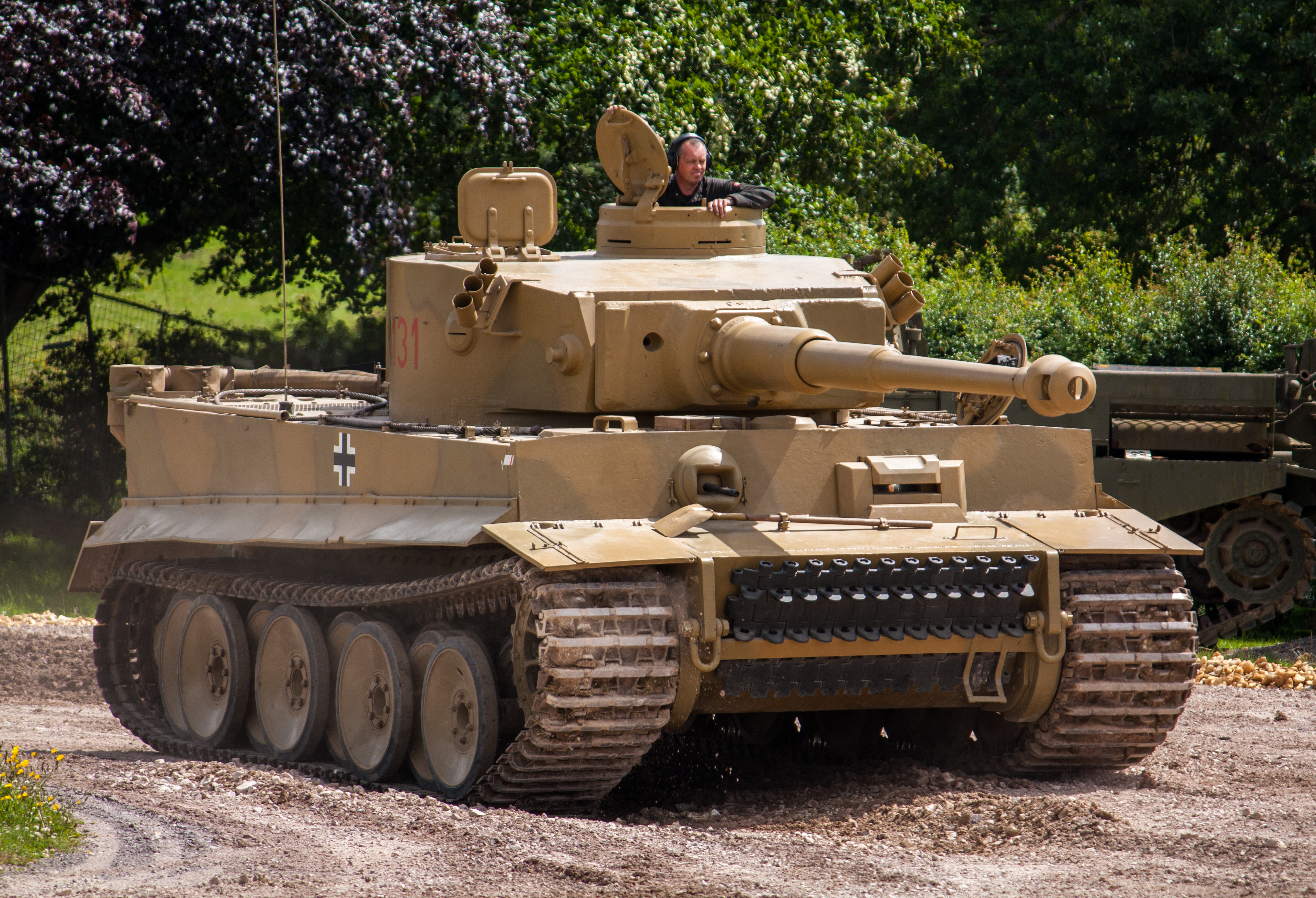
虎式131
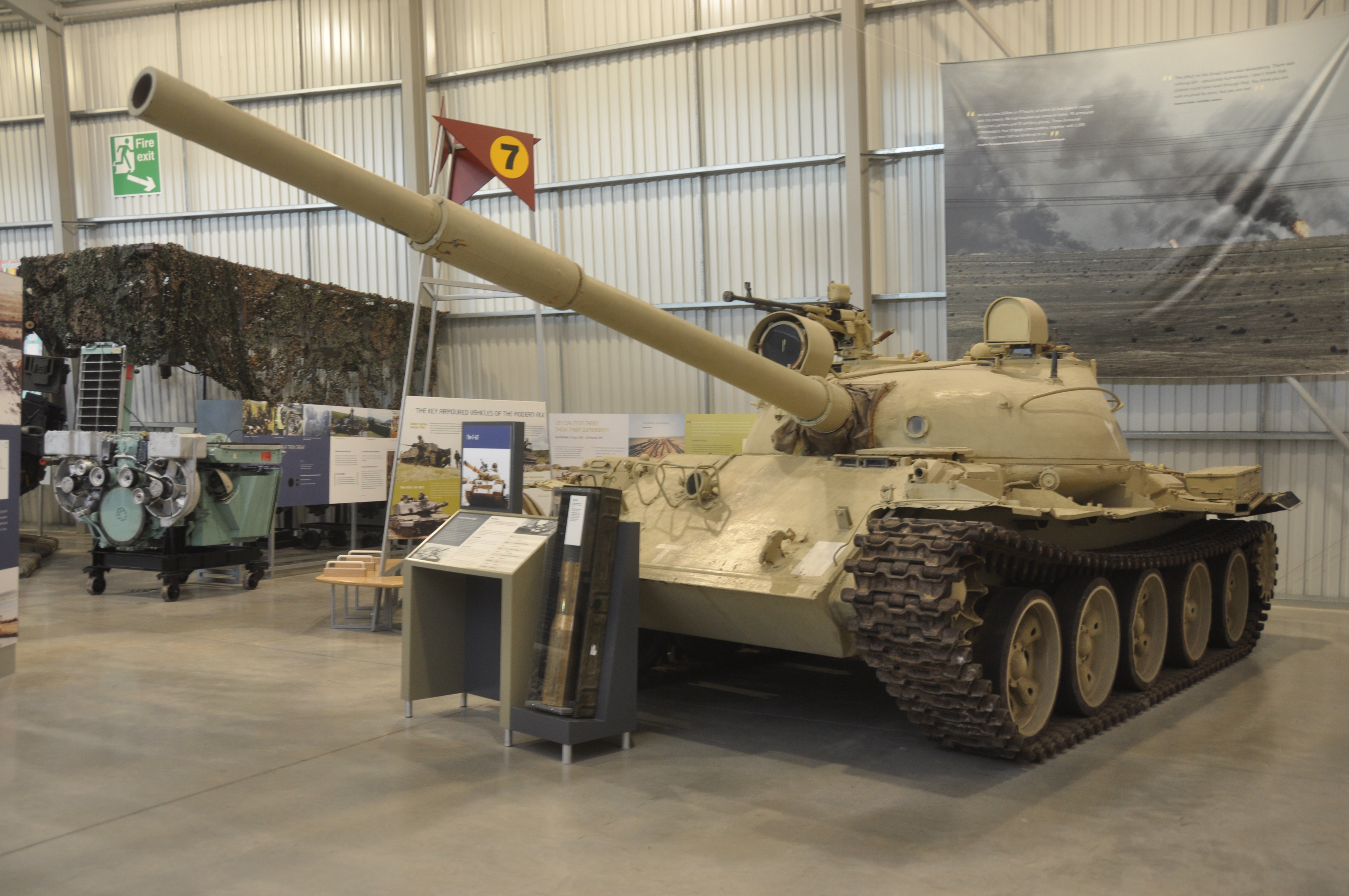
T-62坦克
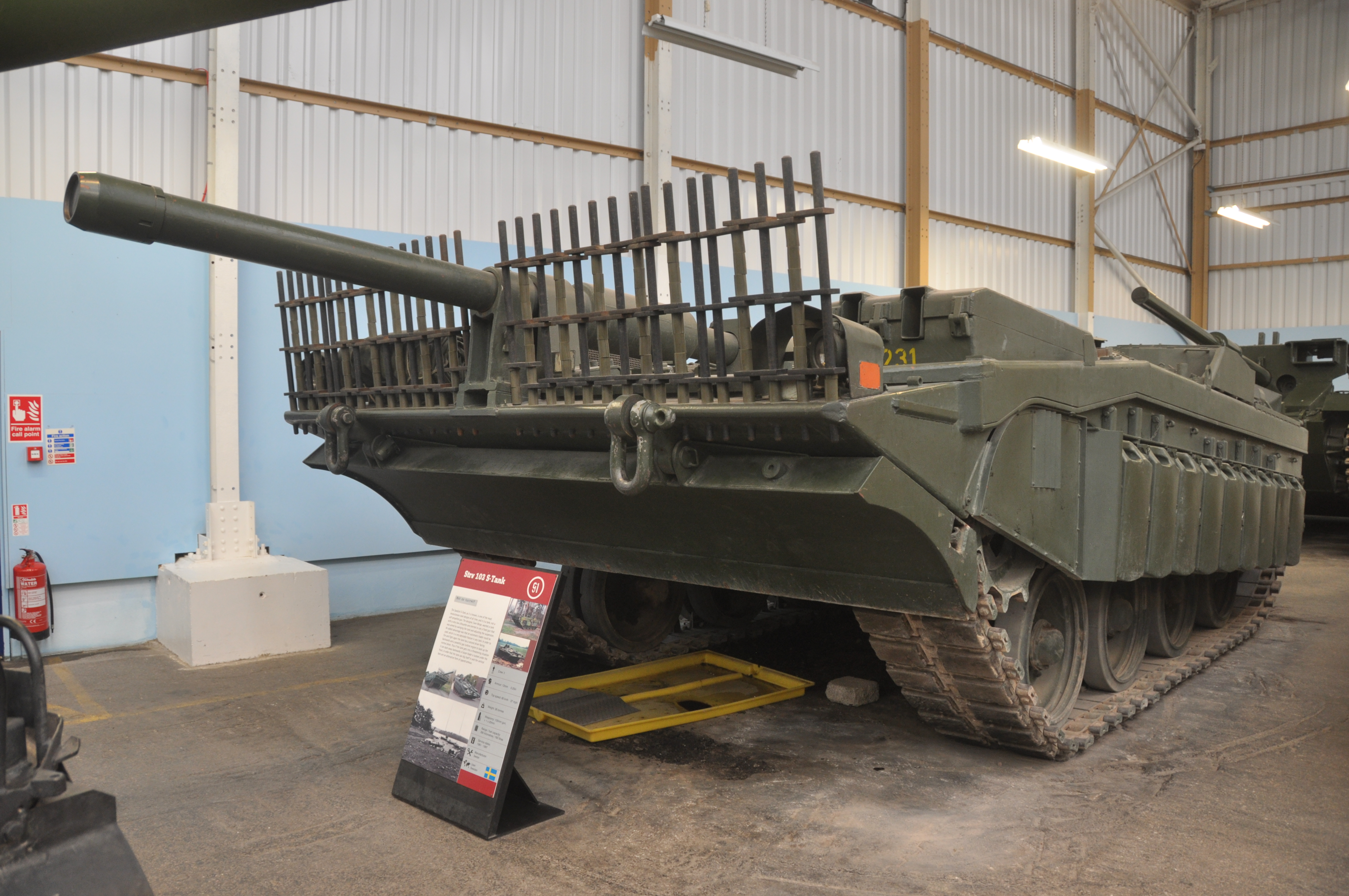
S型坦克
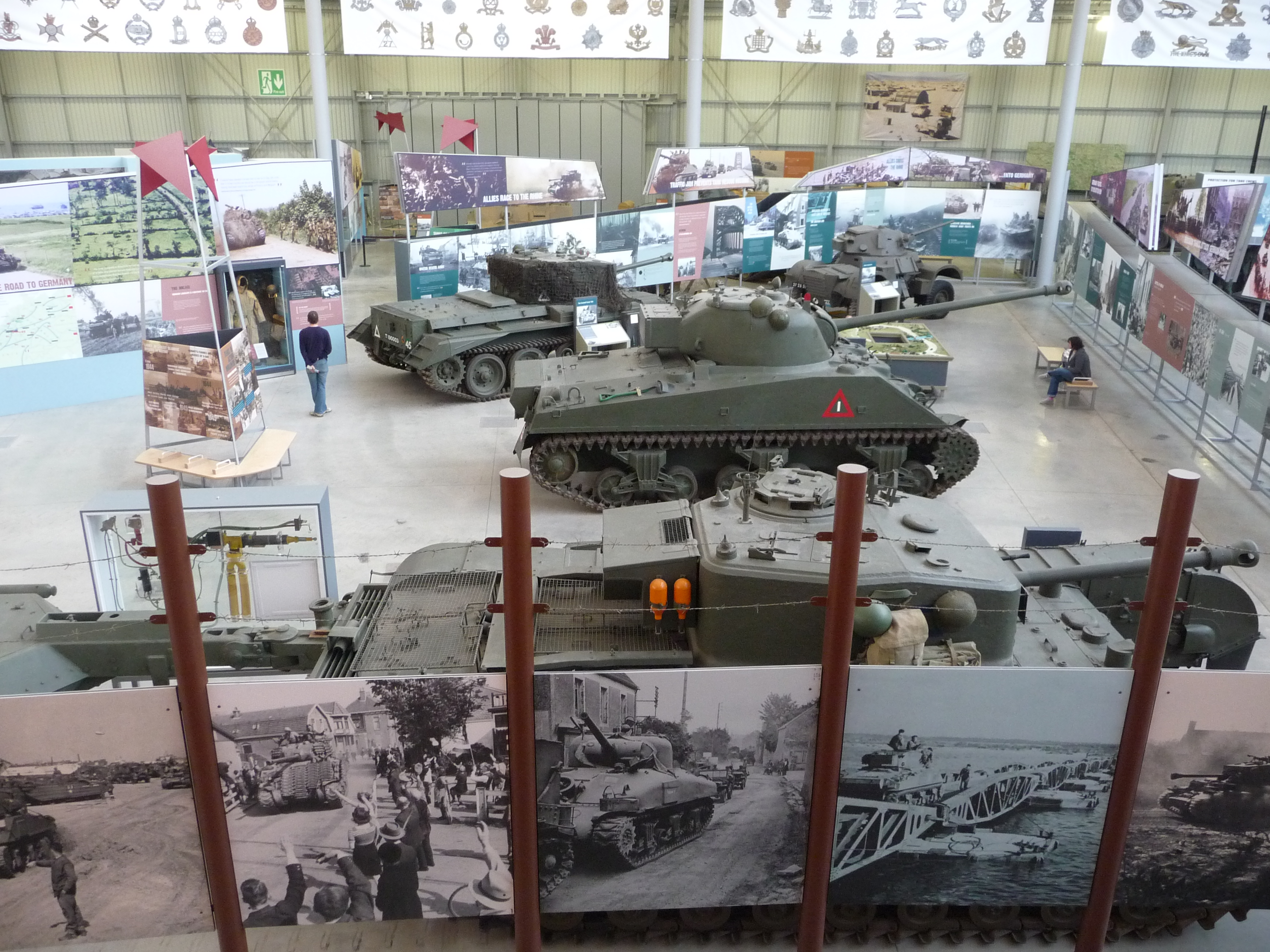
坦克故事厅
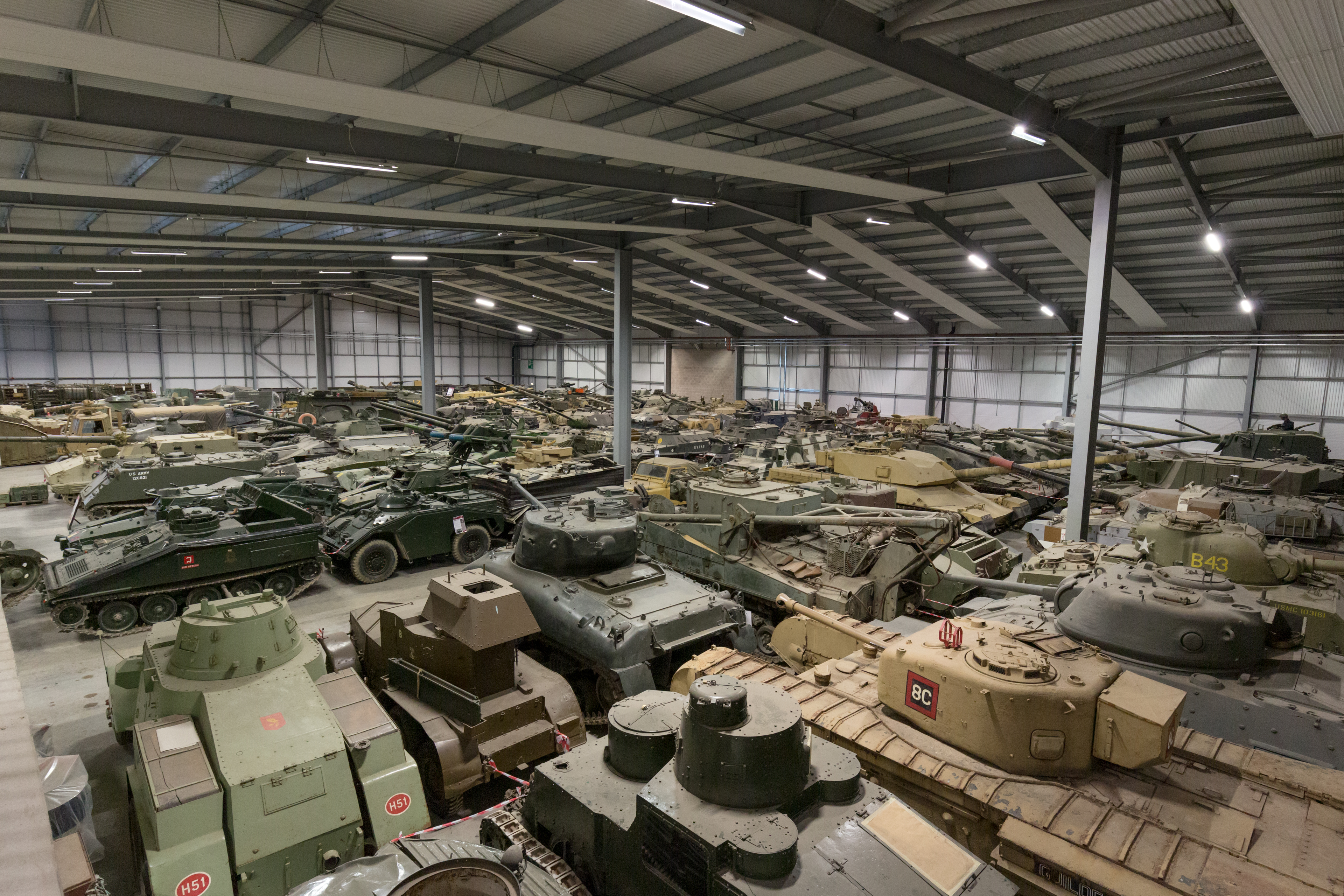
车辆修复中心内部